# Відносини Франції та Святого Престолу
Відносини Святого Престолу та Франції — започатковані в V століття, мають давню традицію взаємовідносин. Вони були тісними до такої міри, що Францію іноді називають найстаршою дочкою Церкви (фр. fille aînée de l'Église). Сфери співпраці Парижа та Святого Престолу традиційно включають освіту, охорону здоров'я, боротьбу з бідністю та міжнародну дипломатію. До створення світської держави участь церкви була очевидною в багатьох секторах французького суспільства. Сьогодні міжнародні мирні ініціативи Парижа часто відповідають ініціативам Святого Престолу, який сприяє діалогу на глобальному рівні.

## Раннє середньовіччя
Династія Орлеанських офіційно започаткувала тривалий союз між папством і монархією.

## Пізнє середньовіччя
Григоріанська реформа була успішно проведена в Франції.  Папа Боніфацій VIII мав запеклу суперечку з королем Франції Філіпом Прекрасним щодо мирської влади папи у Франції. Ці події стали одним з етапів, які призвели до західної схизми. Схизма була вирішена лише після закінчення Авіньйонського полону пап та призначення на вищі церковні посади Французьким королем. Невирішені суперечності того розкольницького періоду призвели до релігійних воєн, у яких католицька сторона зрештою взяла верх у Франції.

## Новий час
Галіканізм відігравав велику роль у період після Тридентського собору. Королі Франції мали монополію на призначення єпископів, і через це було важко застосувати всі рішення прийняті в  Тренті. Людовик XIV був головним покровителем церкви і загалом був проти надання привілеїв протестантам. Спори між єзуїтами і янсеністами був вирішений папою Климентом XI. Втручатися в церковні справи з  Unigenitus 1713 для того, щоб вирішити суперечки з благодаті. Була In eminenti apostolatus про заборону масонства була оприлюднена папою Климентом XII у 1738 році, але її свідомо проігнорував французький парламент, який прийняв соціальну програму епохи Просвітництва . Папа Пій VI, як відомо, виступав проти Цивільної конституції духовенства, що стала поворотним моментом у Французькій революції, яка призвела до кривавої боротьби між революціонерами та реакціонерами. Конкордат 1801 року був відображенням угоди між Наполеоном Бонапартом і Папою Пієм VII, яка підтвердила Римо-католицьку церкву як церкву більшості Франції та відновила частину її колишнього громадянського статусу. Після поразки Наполеона папство схвалило неороялістську реставрацію і виступило проти карбонаріїв та інших таємних товариств. В революції 1848 року був в значній мірі негативний вплив на відносини між двома державами, і Пій IX публічно висловив жаль з цього приводу. Після смерті Пія IX у 1878 році відносини між секуляристами та католиками, які були переважно монархістами, погіршилися, але папа Лев XIII зробив усе можливе, щоб примирити дві протилежні фракції у французькому суспільстві, у тому, що історики називають мітингом, визнавши республіку.

## Новітній період
Початок 20-го століття був дуже важким часом у відносинах Франції та Ватикану через напруженість через розділення церкви та держави (laicité) та антиклерикалізм, які були засуджені Пієм X і що призвели до заморожування відносин. Однак відносини відновилися після Першої світової війни і значно покращилися під президентством Шарля де Голля. Були суперечки щодо відносин під час режиму Віші, тому що режим винагороджував Церкву, хоча єпископи часто виступали проти антисемітизму. Хоча Жискара Д'Естена вважали консервативним католиком (він був із Союзу французької демократії (UDF), правоцентристської християнсько-демократичної партії), саме під його консервативним урядом закони про аборти та контрацепцію були легалізовані.
Відносини Франсуа Міттерана з соціалістичним урядом були також відверто неприязними. З соціалістичного уряду планувалося подальше секуляризувати приватні школи (припинено фінансування шкіл, які керують католицькою церквою) і функціонерам, масовими демонстрації, що робить його змінити свою думку. Іван Павло II висловив жаль з приводу дехристиянізації Франції; в одному зі своїх паломництв він сказав: «Франція, що ти зробила зі своїм хрещенням?» Відносини з консервативним голлістським урядом Ніколя Саркозі були відносно хорошими, враховуючи той факт, що уряд оголосив про припинення заборони на визнання вищих християнських установ.
Відносини з соціалістичним урядом Франсуа Олланда з Ватиканом були напруженими через те, що соціалістичний уряд узаконив одностатеві шлюби в 2013 році. Проте президент Франсуа Олланд мав хороші стосунки з Папою Франциском.

## Постійні дипломатичні місії
- Франція має посольство при Святому Престолі в Римі.
- Святий Престол має Апостольську нунціатуру в Парижі.